# Lillian Shaw
Lillian Shaw fue una escultora estadounidense.
Al igual que Margaret Marshall, destacó por el tratamiento de terminación con pátinas de color, un delicado proceso de acabado aplicado en figuras de yeso para darles el aspecto de bronce, terracota y otros medios permanentes. Fue alumna becada de la Liga de estudiantes de arte de Nueva York, la Escuela de Arte Leonardo Da Vinci (en:), y la Escuela de Artistas de América (en:). En la foto aparece aplicando una pátina a una figura de Richard Barthe, de quien fue compañera en el Proyecto de Arte Federal WPA (en:).

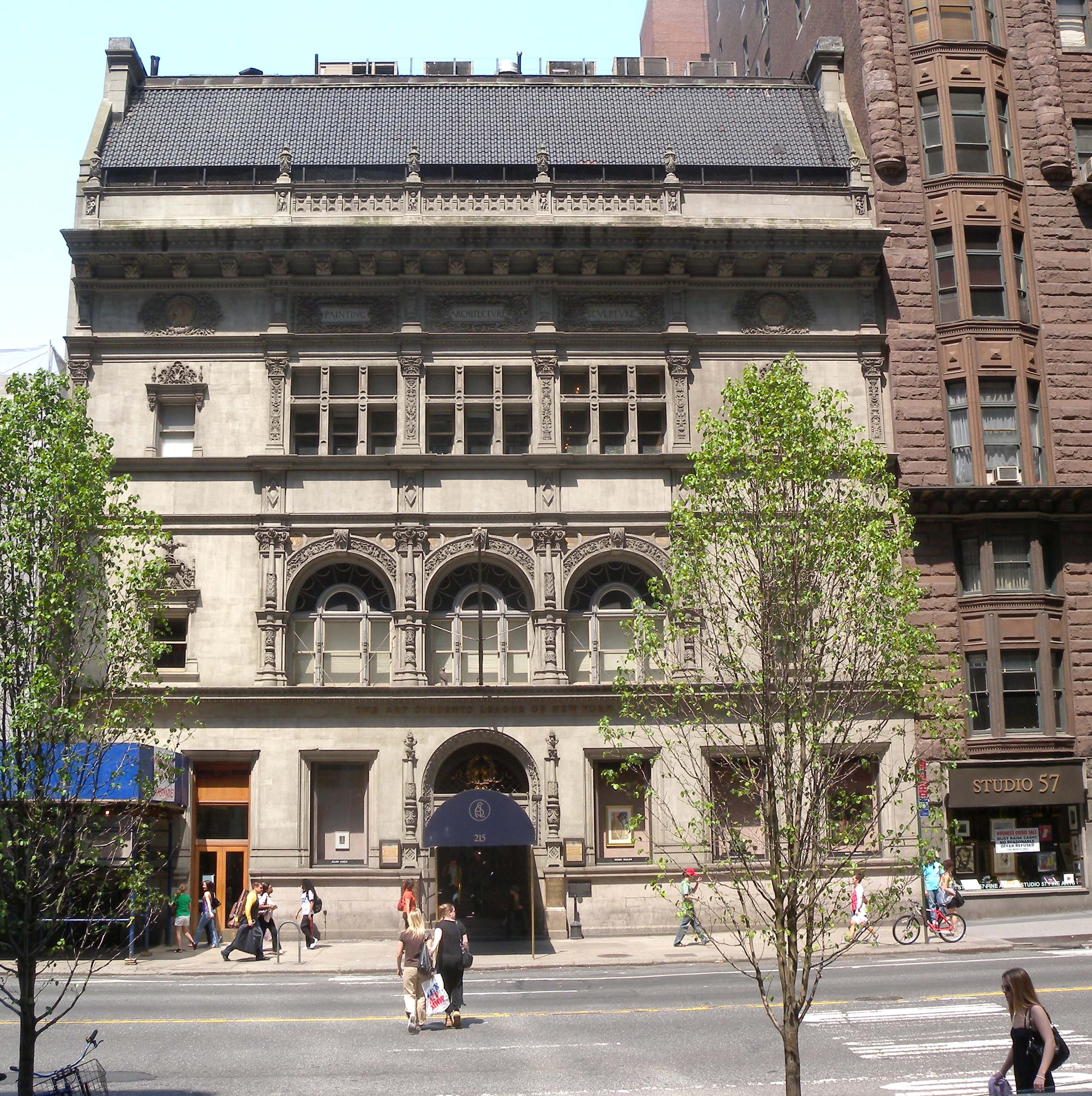
Fachada de la Liga de estudiantes de arte de Nueva York, Nueva York, donde Lillian fue alumna

.